# Цатль, Нильс
Нильс Цатль (нем. Nils Zatl; род. 3 апреля 1992, Кирхдорф-на-Кремсе, Верхняя Австрия) — австрийский футболист, нападающий клуба «Фёрст».

## Карьера
Футбольную карьеру начал в 2010 году в составе клуба «АТСВ Заттледт». В 2012 году играл за австрийский «Велс». В 2013 году перешёл в «Юнион Сент Флориан». В 2014 году подписал контракт с клубом «Рицинг». В 2016 году стал игроком австрийского клуба «Хорн», за который провёл 38 матчей.
В августе 2020 года он расторг контракт с ФК «Тараз», потому что его не впустили в Казахстан, после пандемии Коронавируса.в 2022 году передал в футбольный клуб «Фëрст».
10 октября  в Лиге Наций УЕФА в составе сборной Австрии сыграет с сборной Казахстана. Сам футболист о грядущем матче сказал «Думаю, что эта игра будет интересной также и для Австрии. Казахстан считается аутсайдером, но сильным. А Австрия теперь с тренером Рангником – самая лучшая команда! Конечно, она будет стараться выиграть этот матч с первой его минуты!».